# Dardan
Dardan är ett mansnamn av albanskan ’dardan’ eller dardhë ’päron.’
142 män har Dardan som tilltalsnamn i Sverige (enligt en sökning år 2018).